# Energie Klagenfurt

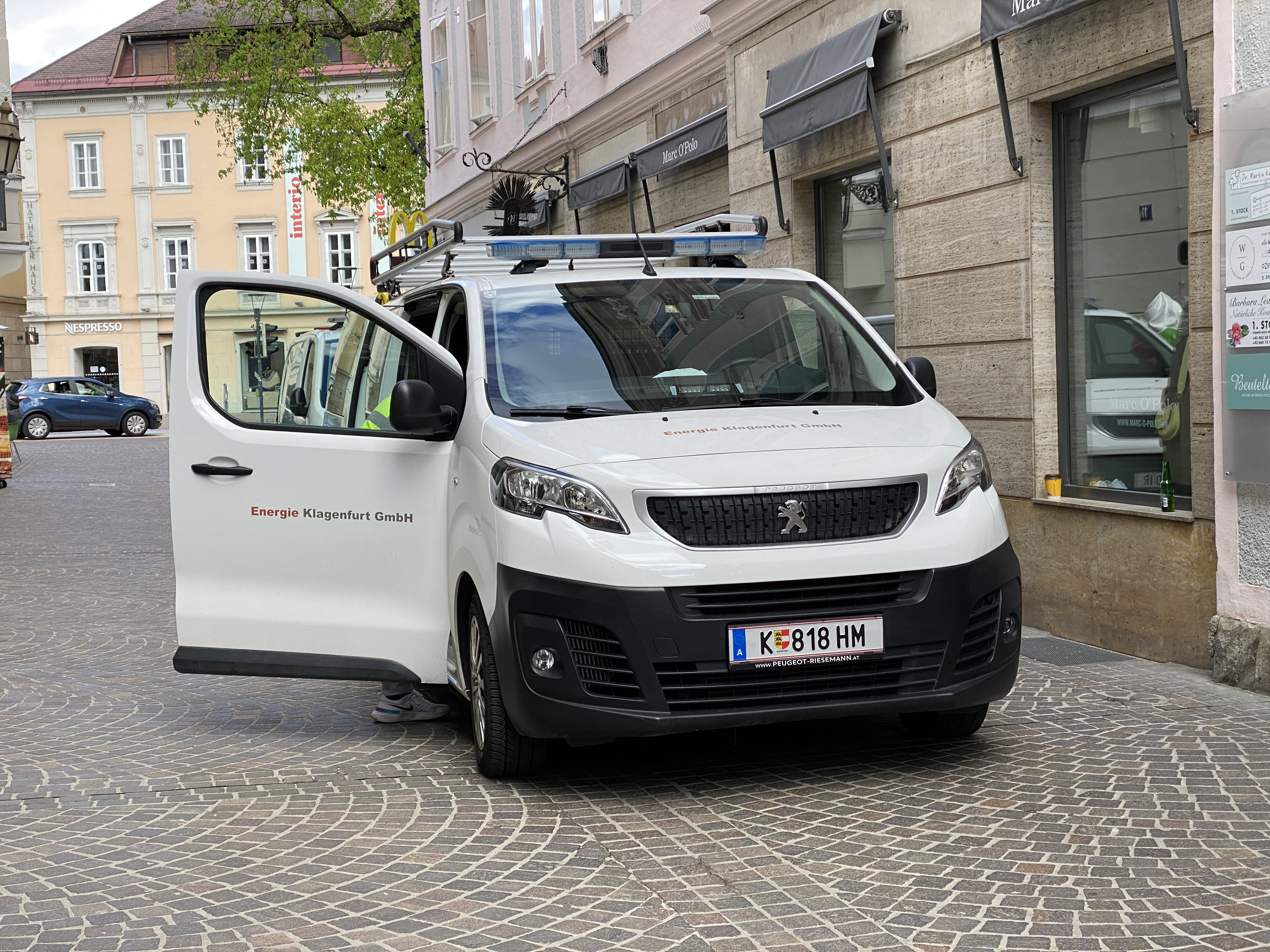
Einsatzfahrzeug der Energie Klagenfurt GmbH in Klagenfurt

Die Energie Klagenfurt GmbH ist ein österreichisches Energieversorgungsunternehmen in Kärnten. Sie bietet Dienstleistungen und Produkte in den Bereichen Strom, Erdgas, Fernwärme und Energieberatung.
Im Jahr 2007 betrug der Umsatz rund 102 Mio. Euro und es wurden 397 Mitarbeiter beschäftigt.

## Chronik
Die Energie Klagenfurt GmbH wurde Oktober 2005 aus den Energiebereichen Strom, Gas und Fernwärme der Stadtwerke Klagenfurt AG gegründet. Gesellschafter war bis Ende 2012 neben den Stadtwerken Klagenfurt auch die Verbund AG mit 49 Prozent der Anteile. Im April 2007 wurden die Geschäftsbereiche der Energie Klagenfurt GmbH durch die Energieberatung erweitert. Im Jänner 2013 erfolgte der Rückkauf der 49 Prozent-Anteile des Verbundes. Die Energie Klagenfurt GmbH ist seither zu 100 Prozent ein Kärntner Unternehmen.

## Stromversorgung
Pro Jahr werden von der Energie Klagenfurt GmbH über 15.905 MWh Strom in eigenen Kraftwerken produziert. Davon 1.950 MWh im Fernheizkraftwerk Klagenfurt und 13.639 MWh im Gurkkraftwerk Rain, errichtet 1902. Das sind in etwa 15 Prozent Strombedarfs in Klagenfurt. Das Netzgebiet der Energie Klagenfurt GmbH umfasst eine Fläche von rund 130 km² und versorgt mehr als 60.095 Netzkunden im Großraum Klagenfurt mit Strom.
Das Fernheizwerk wird komplett auf Erdgas umgestellt.

## Gasversorgung
Die Energie Klagenfurt versorgt mit einer Netzlänge von rund 155 km mehr als 4000 Kunden in Klagenfurt mit Gas. Der durchschnittliche Gasabsatz pro Jahr beträgt ca. 153,57 Mio. kWh.

## Fernwärme
Im März 1949 erfolgt die Inbetriebnahme des ersten österreichischen Fernheizkraftwerkes. Der Neubau war für eine maximale thermische Leistung von 10 Megawatt und eine elektrische Gegendruckleistung von 1 MWel ausgelegt. Die ersten Kunden waren das LKH, der städtische Schlachthof und die Lederfabrik Neuner. Bereits im August 1949 wird der erste Ausbau begonnen, er umfasst die Aufstellung eines weiteren Kessels mit einer Leistung von 48 t/h Dampf und einer Entnahmekondensationsturbine mit 3,2 MWel.
Insgesamt werden im Stadtgebiet von Klagenfurt im Jahre 2017 26.714 Wohnungen mit Fernwärme zu versorgt. In das Netz wurden 467.922 MWh im Jahr 2017 an Wärme eingespeist. Das Netz hat eine Länge von rund 202 km und einen sehr hohen Wärmeverlust von 78 GWh bzw. 18 %, und es werden laufend Bemühungen unternommen diese hohen Verluste zu senken. Das Fernwärmenetzes ist für maximal 130 °C Betriebstemperatur ausgelegt, diese wird je nach Außentemperatur gleitend mit 120 bis 85 °C gefahren.
Im zentral gelegenen Fernheizkraftwerk stehen vier Turbosätze die eine elektrische Leistung von 34 MW bei einer thermischen Leistung von 120 MW haben.
Seit 2008 verfügt das Fernwärmesystem auch über eine Fremdwärmeeinspeisung eines Biomasseheizkraftwerkes am Südring mit einer Leistung von rund 15 MWth und 5 MWel. Dieses Werk wurde von einem privaten Betreiber errichtet und übernimmt die Grundlastwärmeversorgung des Fernwärmenetzes Klagenfurt mit rund 125 GWh/a, und damit die komplette Wärmeaufbringung in den Sommermonaten für das gesamte Fernwärmenetz.
Im Süden von Klagenfurt plante die Energie Klagenfurt den Bau eines Gasdampfkraftwerks, um somit noch mehr Haushalte mit Fernwärme versorgen zu können. Zu diesem Zweck wurde die Kraftwerkserrichtungs und -betriebs GmbH (KEG) als 100 % Tochtergesellschaft der Energie Klagenfurt GmbH gegründet. Nach dem „Aus“ für das GDK-Projekt durch den Wiener Umwelt Senat plant ein Partner der Energie Klagenfurt GmbH ein modernes Biomasse-Heizwerk: Derzeit sind über 27.000 Kunden am Fernwärmenetz angeschlossen.
Im Februar 2016 hat Fa. Urbas, Stahl- und Anlagenbau, Völkermarkt mit dem Bau eines weiteren Biomasseheizkraftwerkes begonnen und liefert die gesamte Kesseltechnik von der Brennstoffzubringung bis zur Kaminanlage. Das Kraftwerk hat eine maximale Leistung von 12,4 MWel und kann ab 2017 im Winter seine Abwärme in das Fernwärmenetz einspeisen.

## Energieberatung
Die Energieberatung der Energie Klagenfurt GmbH bietet den Kunden zusätzliche Dienstleistungen im Bereich der Energie- und Förderungsberatung, Bauthermographien sowie Erstellung von Energieausweisen. Auch Produkte wie Photovoltaikanlagen und Rauchwarnmelder werden angeboten.